# Revox B215
Revox B215 — бытовой кассетный магнитофон-приставка (дека), производившийся швейцарской компанией Studer c 1985 года по начало 1990-х годов. В те же годы компания выпускала и профессиональный аналог B215 под обозначением Studer A721. Поздний, усовершенствованный вариант B215, выпускавшийся в чёрном корпусе с иным дизайном органов управления, получил обозначение Revox B215-S.
B215 использовал проверенный временем надёжный четырёхмоторный лентопротяжный механизм модели B710 с исключительно низким коэффициентом детонации, что обусловило спрос со стороны профессиональных заказчиков — радиостанций и студий звукозаписи. B215 резко отличался и от предыдущих моделей Studer, и от продукции конкурентов непривычным «компьютерным» обликом и развитой автоматизацией основных функций: в модели были применены редкие в то время автоматическая настройка («калибровка») канала записи под используемую ленту, автоматизированная регулировка уровня записи и энергонезависимая память настроек. Объективные, инструментально измеримые характеристики B215 находились на уровне флагманских моделей конкурентов или превосходили их; по мнению независимых экспертов, B215 был равноправным соперником Nakamichi Dragon. Слабыми сторонами модели были относительно узкий динамический диапазон и обилие аналоговых коммутаторов на КМОП-микросхемах, снижавшее субъективно воспринимаемое качество воспроизведения.

## Разработка и производство
Компания Studer, специализировавшаяся на профессиональном студийном оборудовании и выпускавшая бытовую электронику под маркой Revox, начала разработку кассетной аппаратуры в конце 1970-х годов. Основатель и руководитель бизнеса Вилли Штудер долгое время не воспринимал компакт-кассету всерьёз; в 1970-е годы Studer производила кассетные лингафонные классы, но разрабатывать высококачественные модели не пыталась. Однако успех технологического лидера рынка, Nakamichi, «дизайнерских» моделей Bang & Olufsen и давление собственных подчинённых заставили Штудера заняться новым форматом.
Разработку кассетной аппаратуры возглавил конструктор катушечного магнитофона Revox B77 Марино Людвиг. В сентябре 1980 года компания анонсировала первую кассетную деку Revox B710. Вскоре её cменила визуально и механически идентичная модель B710 MK II, оснащённая новейшей системой шумопонижения Dolby C; в 1982 году у неё появился ориентированный на профессиональный рынок «близнец» Studer A710, отличавшийся наличием балансных входов и выходов. На крупнейшем для Studer рынке США рекомендованная розничная цена B710 MK II составляла 1995 долларов — дороже выпущенной в 1982 году Nakamichi ZX7 (1250 долларов), но намного меньше самой дорогой серийной кассетной деки Nakamichi 1000ZXL Limited (6000 долларов).
Людвиг спроектировал B710 по канонам профессиональной катушечной техники — включая заимствованный у поздних версий B77 дизайн лицевой панели. Изюминкой B710, отличавшей его от немногочисленных конкурентов в своём классе, стал лентопротяжный механизм. Каждый из четырёх валов (приёмный, подающий и два тонвала) приводился в действие собственным электромотором постоянного тока. В магнитофоне не было механических тормозов и ни одного пассика, шкива или шестерни. Даже счётчик ленты приводился в действие не традиционной ремённой передачей, а оптоэлектронным энкодером. Однако, в отличие от флагманских моделей Nakamichi, кассетные деки Revox не допускали независимую юстировку головок записи и воспроизведения и не позволяли пользователю оперативно подстраивать угол установки («азимут») головки воспроизведения. Электронный звуковой тракт был выполнен консервативно; Людвиг намеренно отказался от использования динамического подмагничивания и других ещё не устоявшихся новинок.
Несколько лет спустя Людвиг и Майнрад Либерт разработали модель-преемницу B710, получившую обозначение B215; её профессиональный аналог, Studer A721, в целом повторял конструкцию B215, но оснащался традиционными аналоговыми регуляторами уровней записи и воспроизведения. Первая, предсерийная партия B215 была собрана в 1984 году; серийные B215 поступили в продажу в начале 1985 года. Пресса поставила B215 в один ряд с лучшими моделями ведущих конкурентов, а благодаря сниженной до 1400 долларов цене он оказался заметно дешевле не только модели B710, но и нового флагмана рынка — Nakamichi Dragon. Относительно доступный и надёжный аппарат идеально подошёл студиям звукозаписи, занятым тиражированием высококачественных компакт-кассет; так, только в нью-йоркской студии Revolution к апрелю 1986 года в круглосуточном режиме работали двести B215.
По заявлению Людвига, снижение цены стало следствием укрупнения печатных плат и автоматизации их монтажа. Помог компании и рекордно низкий курс швейцарского франка к доллару, достигший исторического минимума в феврале-марте 1985 года. В последующие годы курс франка стабильно поднимался, а рекомендованные производителем цены росли: в 1989 году B215 стоил 2300, в 1991 году 2600 долларов. Усовершенствованная модель B215-S в 1989—1991 годы стоил 2800—2900 долларов — дороже, чем ещё производившийся Nakamichi Dragon (2295 долларов), и втрое дороже флагманских моделей Onkyo, Pioneer или Sony.
К этому времени состарившийся Вилли Штудер уже отошёл от дел. В 1990 году он уступил контроль над компанией новым инвесторам, которые вскоре продали права на угасающую марку Revox, а в 1994 году сама компания Studer была поглощена группой Harman. «Профессиональная» модель Revox C115 (фото) и бытовая Revox H11, выпускавшиеся уже под контролем Harman, не имели с B215 ничего общего — это были перелицованные копии бытовых дек Philips FC-60 / Marantz SD-60. Созданные в первой половине 1980-х годов аппараты уровня B215, Tandberg 3014, Nakamichi Dragon и CR7 остались вершиной развития кассетной аппаратуры; с их выпуском разработка новых флагманских моделей навсегда прекратилась. Она никогда не приносила производителям прибыли (статусные модели были своего рода уступкой немногочисленным, но влиятельным инженерам и знатокам-аудиофилам), и к 1988 году стала неприемлемо затратным предприятием. Совершенствование аналогового магнитофона, если и было возможно в принципе, требовало инвестиций в прикладную науку, однако научные и финансовые ресурсы корпораций уже были перенаправлены на цифровые технологии.

## Конструктивные особенности

### Внешний облик. Эргономика
Большой по меркам бытовой аппаратуры (45×15×33 см) корпус B215 выполнен на традиционном для Studer штампованном шасси с двумя поперечными рёбрами жёсткости, к которым крепится лентопротяжный механизм. Компоновка передней панели с центральным расположением открытого лентопротяжного механизма идентична модели B710, но дизайн органов управления заимствован у выпущенного в 1984 году проигрывателя звуковых компакт-дисков B225. Загрузка кассеты в открытый, лишённый традиционной дверцы кассетоприёмника механизм производится в два движения (сначала вставляется верхняя грань кассеты, затем защёлкивается нижняя) и не представляет сложности в повседневной эксплуатации. Открытая конструкция облегчает периодическую чистку и демагнетизацию лентопротяжного механизма и устраняет один из источников перекоса ленты в лентопротяжном канале.
На лицевой панели B215 нет ни одного потенциометра: уровень записи, баланс и громкость наушников регулируются электронно, парными кнопками «вверх» и «вниз». Нет на панели и ненужных, как полагали конструкторы, микрофонных входов. Маркировка панели, по мнению обозревателя американского журнала Audio, эталонная: и чёрные буквы на алюминии, и белые буквы на сером пластике читаются легко, независимо от освещения и угла зрения. Намного хуже читаются жидкокристаллические дисплеи счётчика ленты и уровня записи, унифицированные с индикаторами других компонентов семейства B200. Явный просчёт конструкторов — отсутствие подсветки клавиш управления ЛПМ и яркого индикатора режима записи (такого, например, как в «близнеце» Studer A721). Обозреватели также отмечали непривычную сложность полностью программного, кнопочного управления настройками и уровнем записи.

### Лентопротяжный механизм
Типовая кинематическая схема двухвального лентопротяжного механизма начала 1980-х годов предусматривала прямой привод только одного, ведущего (переднего по ходу ленты) тонвала. Второй, ведомый (задний) тонвал приводился в действие пассиком таким образом, чтобы ведомый вал всегда отставал от ведущего. Неравенство скоростей протяжки ленты порождало необходимое её натяжение, тем самым подавляя нежелательные резонансы и изолируя рабочий участок ленты от корпуса кассеты. В деках B710 и B215 была применена принципиально иная кинематика. Каждый из двух тонвалов приводится в действие собственным мотором прямого привода, оснащённым массивным ротором-маховиком. Скорости вращения каждого из этих моторов регулируются независимыми контурами фазовой автоподстройки; опорная частота ФАПЧ (375 Гц) жёстко задана кварцевым генератором. Точность обработки тонвалов, по заявлению компании, была не хуже 1 мкм. На момент выпуска B215 прямой привод обоих тонвалов применялся только в пятимоторном Nakamichi Dragon (в четырёхмоторном Tandberg 3014 оба тонвала приводились в действие одним мотором).
Два других мотора B215, скрытые в глубине механизма, вращают приёмный и подающие узлы. Моторы, тонвалы, приёмный и подающий узлы смонтированы на двух соединённых вместе неподвижных станинах, а магнитные головки и прижимные ролики — на подвижном литом подрамнике. Торможение валов — электромагнитное, без применения узлов трения. Датчик автостопа — оптоэлектронный, отслеживающий появление в лентопротяжном канале полупрозрачного ракорда. Перемотка 90-минутной кассеты занимает не более 75 секунд и происходит, по утверждениям производителя, при постоянной скорости протяжки ленты и при ограничении её предельного натяжения. В конце перемотки её скорость плавно замедляется таким образом, чтобы избежать рывка при остановке подающего узла.
В катушечных магнитофонах Studer использовались головки собственного производства, но в кассетных B710 компания применила головки Sony, а в B710 MKII и в B215 — сендаст-ферритовые головки производства Canon. Головки записи и воспроизведения объединены в неразборный блок с характерным металлическим клином между двумя головками. Узкий магнитный зазор головки воспроизведения улучшает АЧХ в области верхних частот, относительно широкий зазор головки записи уменьшает уровень шумов записи (величины зазоров компания не разглашала). Эксперты журналов Audio и Modern Electronics отмечали исключительно низкую разницу фаз левого и правого каналов воспроизведения (англ. interchannel time error, ICTE), что свидетельствовало об исчезающе малой непараллельности магнитных зазоров головок записи и воспроизведения.

### Звуковой тракт
Электроника звукового тракта B215 изначально проектировалась для работы в связке с шумоподавлением Dolby C. Как сказано в инструкции по эксплуатации, «выбор системы шумопонижения для новых записей очень прост: используйте [только] Dolby C». В деке реализован полноценный «двойной Dolby»: в каждом из двух стереоканалов кодер записи и декодер воспроизведения — раздельные, независимые устройства на микросхемах Hitachi HA12058.
Усилитель воспроизведения B215, выполненный на транзисторной двойке с полевым транзистором на входе, имеет линейную АЧХ. Частотную коррекцию осуществляет активный фильтр на операционном усилителе; выбор постоянной времени высокочастотной коррекции (70 или 120 мкс) осуществляет аналоговый КМОП-ключ. Между активным фильтром и декодером Dolby, и между декодером и выходным усилителем включены ещё два КМОП-ключа. Таким образом, воспроизводимый сигнал последовательно проходит через два (для лент тип I) или три (для лент тип II и IV) КМОП-ключа, каждый из которых привносит нежелательные искажения. Эти искажения можно заметно снизить заменой оригинальных ключей и мультиплексоров семейства 14000 на микросхемы позднейших серий с низким сопротивлением в открытом состоянии. Уровень воспроизведения на линейном выходе не регулируется; уровень воспроизведения на выходе наушников регулируется ступенчатым мультиплексором на восемь положений, чего на практике оказывается достаточно.
Тракт записи, вынесенный на отдельную печатную плату, заметно сложнее. Уровень входного сигнала, поступающий на вход кодера Dolby, и опорный уровень записи (на выходе кодера) регулируются восьмиразрядными цифроаналоговыми преобразователями, включёнными в режиме перемножения биполярного аналогового сигнала на код. Ступенчатая коррекция АЧХ в окрестности 4 кГц осуществляется КМОП-мультиплексором в связке с низкодобротным полосовым фильтром; плавное затухание и нарастание уровня записи, независимо от цифровых регулировок, осуществляет аналоговый фейдер на операционном усилителе крутизны. По утверждению Людвига, цепи коррекции фазовых сдвигов, встроенные в усилители канала записи, гарантируют передачу формы прямоугольных импульсов «профессионального качества» (англ. square-wave reproduction off the tape is of truly professional quality). Уровень тока подмагничивания задаётся ещё одним цифроаналоговым преобразователем в связке с неотключаемой системой динамического подмагничивания Dolby HX Pro.

### Микроконтроллеры
Функции управления механизмом и звуковыми трактами разделены между тремя однотипными восьмиразрядными микроконтроллерами Philips MAB8440, синхронизированными общим кварцевым генератором на 6 МГц. Каждый микроконтроллер имеет встроенную память программ объёмом 4 Кбайт и ОЗУ объёмом 128 байт. Микроконтроллеры, дешифраторы жидкокристаллических дисплеев и расположенный на плате записи локальный контроллер цифроаналоговых преобразователей объединены шиной I²C. Без неё, писал Людвиг, реализация проекта такой сложности была бы невозможна.
Первый микроконтроллер обслуживает клавиатуру и порты дистанционного управления по инфракрасному каналу и по интерфейсу RS-232. Вводы интерфейса изолированы оптронной развязкой. Второй обрабатывает сигналы датчиков положения электромоторов, управляет моторами в режимах воспроизведения и торможения и вычисляет реальное время воспроизведения ленты. Третий микроконтроллер управляет цифроаналоговыми преобразователями, ключами и мультиплексорами аналогового тракта, индикатором уровня записи, а также выполняет программу автоматической настройки на используемую ленту («калибровку») и отвечает за сохранение настроек в энергонезависимой памяти. Запись в EEPROM производится при каждом выключении питании, а также при нажатии пользователем специальной кнопки на клавиатуре.

## Особенности эксплуатации

### Загрузка ленты
При загрузке перемотанной на начало кассеты, а также по окончании перемотки назад лентопротяжный механизм подматывает ленту вперёд до тех пор, пока оптоэлектронный датчик не обнаружит стык непрозрачной ленты и полупрозрачного ракорда. По завершении этой недолгой процедуры дека готова к немедленной записи, однако автоматическая настройка на ленту в этом положении может выполняться некорректно. Перед её проведением желательно вручную промотать ленту вперёд. Используемый тип ленты определяется автоматически или вручную, при этом (как и в деках Nakamichi) пользователю доступен режим записи лент «тип II — 120 мкс» с высоким током подмагничивания по типу II и частотной коррекцией по типу I. Этот режим, применявшийся при тиражировании записей на ленты тип II, предпочтителен для записи на них сигналов с высоким уровнем высокочастотных составляющих, ценой несущественного ухудшения отношения сигнал/шум.
Программный счётчик реального времени воспроизведения B215 был для своего времени уникален. После загрузки кассеты (перемотанной к началу или нет) дека самостоятельно определяет текущее положение головок относительно начала и конца ленты в минутах и секундах реального времени. Микроконтроллер вычисляет их на первых 5…8 секундах записи или воспроизведения, сопоставляя текущие угловые скорости вращения приёмного и подающего узлов. Пользователю необходимо лишь указать одну из четырёх стандартных длительностей кассеты (46, 60, 90 или 120 минут); без этой подсказки, предупреждает руководство по эксплуатации, отображаемое время может быть неверно. По оценкам журнала Audio, при непрерывном воспроизведении одной стороны 90-минутной кассеты ошибка счётчика может достигать 1 минуты.

### Настройка на используемую ленту
На момент разработки B215 в мире практиковались три подхода к настройке магнитофонов на используемые ленты: регулировка уровней и АЧХ канала записи при неизменном токе подмагничивания, регулировка тока подмагничивания и уровня записи при неизменной АЧХ и регулировка только тока подмагничивания по критерию максимальной отдачи на средних частотах. Конструкторы B215 пошли по второму пути, добавив к стандартным регулировкам ступенчатую подстройку АЧХ усилителя записи в окрестности 4 кГц. Процедура настройки, запускаемая по команде пользователя, полностью автоматизирована и занимает, по данным производителя, 25 с (по данным независимых тестов — около 20 с). Её подробное описание было опубликовано лишь в 1987 году; достаточно точная реконструкция алгоритмов, скрытых в прошивке, была опубликована в июле 1985 года американским журналом Audio.
Настройка B215 проводится в четыре этапа:
- Грубая регулировка тока подмагничивания на синусоидальном испытательном сигнале частотой 17 кГц (намного выше общепринятых 10 кГц)[59][51];
- Регулировка опорного уровня записи на средних частотах. Частота испытательного сигнала составляет: по сообщению Либерта — 400 Гц[59], по сервисной документации Studer — около 500 Гц[51], по данным независимых тестов журнала Audio — 477 Гц[31];
- Тонкая регулировка тока подмагничивания на частоте 17 кГц[59];
- Ступенчатая коррекция АЧХ на частоте 4 кГц[59].

Токи подмагничивания и уровни записи каналов регулируются раздельно, а итоговая корректировка АЧХ выполняется в обоих каналах одновременно. Так как уровень тока записи и ток подмагничивания регулируются восьмиразрядными ЦАП, то теоретически каждый параметр может принимать 256 различных значений, но для его точного определения достаточно всего восьми элементарных измерений. При каждом таком измерении генератор испытательных сигналов включается всего на 0,12 с, что чуть меньше времени протяжки ленты от головки записи к головке воспроизведения. Ещё примерно 0,2 с отводится на завершение переходных процессов в детекторе. Таким образом, одно элементарное измерение занимает примерно 0,3 с, а семь циклов из восьми измерений каждый укладываются примерно в 25 с, что лишь немногим меньше психологически приемлемого максимума в 30 с. Результаты калибровки хранятся в шести доступных пользователю ячейках энергонезависимой памяти (две для лент тип I, три для лент тип III и одна для лент типа IV).

### Регулировка уровня записи
Традиционная регулировка уровня записи посредством вращения потенциометра в B215 невозможна. Пользователь может устанавливать уровень вручную кнопками «вверх» и «вниз», управляя двухканальным 8-разрядным цифроаналоговым преобразователем AD7528 на входе усилителя записи. Баланс стереоканалов регулируется особой парой кнопок «влево» и «вправо». При регулировке индикатор отображает условные уровни записи от −44 до +10 дБ с шагом в 1 дБ. Условный нуль шкалы, по технической документации и по результатам независимых измерений, точно соответствует «уровню Долби» — остаточной намагниченности 200 нВб/м. По результатам измерений журнала Audio, индицируемые уровни «в целом безошибочно» (англ. substantially without error) соответствуют фактическим, при разбалансе коэффициентов усиления стереоканалов не хуже ±0,1 дБ.
Согласно руководству пользователя, выставленные вручную уровни не должны превышать +4 дБ для лент тип II и +6 дБ для лент тип I и IV, но при таких уровнях коэффициент нелинейных искажений заметно превышает субъективно допустимый порог в 3 %. По мнению обозревателя журнала Audio, во избежание чрезмерных нелинейных искажений следует ограничиться уровнем 0 дБ. Сама же компания Studer рекомендовала использовать не ручную, а «автоматическую», точнее автоматизированную, регулировку. В этом режиме пользователю следует подать на вход деки записываемый сигнал, а затем нажать и удерживать кнопку автоматической регулировки. В начале цикла микропроцессор устанавливает предельно возможный коэффициент усиления тракта записи, а затем последовательно уменьшает его, «нащупывая» оптимальный, с точки зрения управляющей программы, уровень. Как правило, он оказывается непривычно консервативным: пиковые значения записанного сигнала не превышают условный нуль индикатора более, чем на 1—2 дБ.

## Независимые тесты

### Характеристики лентопротяжного механизм
Опубликованные Studer характеристики, включая коэффициент детонации (0,1 % макс.), указаны по консервативным нормам DIN 45500 / IEC 386 и не дают представления о действительных возможностях B215. Прямые сравнения с характеристиками конкурентов невозможны, так как обычно производители указывали не максимальные, а значительно меньшие среднеквадратические значения коэффициента детонации.
В действительности коэффициенты детонации четырёх испытанных в 1985—1988 годы экземпляров составили 0,01 % ср.кв. (0,023 % макс.), 0,016 % ср.кв. (0,023 % макс.), 0,024 % ср.кв. (0,04 % макс.) и 0,042 % ср.кв. (0,07 % макс.). Эти значения, писали обозреватели, были либо лучшими из когда-либо измеренных, либо входили в число лучших наравне с другим абсолютным лидером, Nakamichi Dragon. Обозреватель журнала Stereo Review признался, что коэффициент детонации протестированной B215 был настолько близок к предельному разрешению лабораторных приборов, что всякие количественные сравнения в этом классе были лишены смысла. Скорость протяжки ленты, жёстко заданная кварцем, у всех четырёх образцов B215 превышала стандартную на 0,2…0,3 % при отличной долговременной стабильности и нечувствительности к скачкам сетевого напряжения.

### Динамический диапазон
Инструментально измеримый динамический диапазон B215 уступал в сравнительных тестах аналогичным показателям Nakamichi Dragon и Onkyo 2900 и примерно соответствовал уровню Tandberg 3014. «Наихудшее» регистрируемое отношение сигнал/шум B215, измеряемое на ленте тип I без применения взвешивающих фильтров и шумопонижения, составляет 51 дБ против 54 дБ у Nakamichi Dragon.
Нижняя граница динамического диапазона, определяемая шумами ленты, у всех дек этого класса примерно совпадает; B215 проигрывал конкурентам из-за меньшего предельно допустимого уровня записи. Порог, при котором коэффициент третьей гармоники достигает отсечки в 3 %, у B215 наступает слишком рано. При использовании лент тип I и IV и стандартной испытательной частоте 400 Гц, он составляет всего +3…+4 дБ выше «уровня Долби» (для сравнения, у Nakamichi Dragon трёхпроцентный порог на ленте тип IV достигается на уровне +10 дБ). Ещё хуже обстоит дело с лентами тип II. Вероятно, по мнению обозревателя журнала Audio, этот недостаток В215 — плата за широкую полосу воспроизводимых частот.

### Частотный диапазон
Диапазон частот записи и воспроизведения, измеренный в сквозном канале, по данным производителя, составляет 30…18000 Гц на лентах тип I и 30…20000 Гц на лентах тип II и IV при допустимом отклонении АЧХ от линейной +2/-3 дБ. Действительная полоса воспроизводимых B215 частот существенно шире консервативных паспортных данных.
По данным журнала Audio, инструментально измеренный частотный диапазон на малом сигнале (-20 дБ от «уровня Долби») составляет примерно 9…24000 Гц на лентах всех типов (допустимое отклонение 0/-3дБ). На большом сигнале (0 дБ) частотный диапазон сужается до 23…14100 Гц (тип I), 23…16000 Гц (тип II) и 24…17000 Гц (тип IV). Применение системы шумопонижения Dolby C позволяет расширить верхнюю границу частотного диапазона на большом сигнале до 21…23 кГц. Эти величины типичны для дек флагманского уровня середины 1980-х годов: на малом сигнале все модели этого класса гарантировали частотный диапазон не хуже 20…20000 Гц на лентах всех типов. Верхняя граница частотного диапазона имела большое, подчас преувеличенное, значение на рынке любительских магнитофонов; на профессиональном уровне её конкретные величины уже не представляли интереса.
Характерная черта АХЧ сквозного канала B215 — её неравномерный спад на частотах ниже 30 Гц, с плавными горбами и провалами, более свойственными катушечным магнитофонам. Эти явления наблюдаются только в сквозном канале записи-воспроизведения; низкочастотная АЧХ канала воспроизведения, измеренная на эталонных лентах, — идеально гладкая, на уровне Nakamichi Dragon, и заметно лучше АЧХ Tandberg 3014.

### Совокупная оценка
Авторы обзоров, выпущенных в 1985—1986 годы, дали B215 превосходные оценки; обозреватели Stereo Review и западногерманского Audio поставили модель на один уровень с эталонной Nakamichi Dragon. B215 выигрывал у Dragon благодаря относительно простому, более надёжному и предположительно более долговечному, по мнению экспертов, лентопротяжному механизму. B215 проигрывал японской деке в динамическом диапазоне и субъективно ощущаемом уровне шумов; другие субъективные разницы в звучании новых, корректно настроенных аппаратов были незначительны. Позднейшие сравнительные тесты подтвердили первоначальные оценки: B215 и Dragon существенно превосходили в качестве звучания и Tandberg 3014, и флагманские деки Onkyo и Harman Kardon.
В свою очередь, Dragon выигрывал у всех одноклассников, включая Revox, благодаря фирменной системе автоматической подстройки «азимута», которая свела на нет проблему перекоса ленты и несовместимости кассет, записанных на разных магнитофонах. Шестиканальная головка воспроизведения Dragon навсегда осталась уникумом, непревзойдённой вершиной кассетной технологии, которую не смог покорить никто из конкурентов. Даже для самой Nakamichi её серийное производство и послепродажное обслуживание были столь сложны, что компания предпочла отказаться от развития линейки Dragon и начала выпуск автореверсных дек с принципиально иным принципом действия — Nakamichi RX. Тем не менее выпуск Dragon продолжался рекордные 11 лет, до 1993 года.

## Комментарии
1. 1 2 3  Граница между профессиональной и бытовой кассетной аппаратурой размыта. Основные характеристики, отличавшие профессиональные модели, — надёжная конструкция механизма, возможность оперативной ручной настройки амплитудно-частотной коррекции в режиме воспроизведения и угла установки («азимута») головки воспроизведения, наличие балансных выходных разъёмов и соответствие минимальным требованиям к частотному диапазону, коэффициенту детонации и скорости протяжки ленты[1].
2. 1 2  Марино Людвиг (нем. Marino Ludwig) родился в 1944 году в Санкт-Галлене и окончил высшую техническую школу в Цюрихе в 1970 году[6]. В студенческие годы участвовал в разработке тюнера Revox A76; c 1970 года разработчик лингафонных классов Studer, c 1972 года разработчик бытовой аппаратуры Revox, с 1975 года руководитель проекта — ведущий конструктор катушечного магнитофона Revox B77[6], выпущенного на рынок в 1979 году[7], в начале 1980-х годов руководитель проекта — ведущий конструктор кассетных дек Revox B710 и B215. В середине 1980-х годов перешёл на административные должности, с 1986 года отвечал за весь бренд Revox[6].
3. 1 2  Майнрад Либерт (нем. Meinrad Liebert) — выпускник высшей технической школы в Цюрихе 1981 года. Разработчик аналоговых трактов кассетных дек Studer A710 (на базе разработанной до его прихода в компанию Revox B710) и Revox 215. Менеджер проекта B215[12].
4. ↑  На практике при воспроизведении старых, механически неидеальных кассет ограничение предельного натяжения приводит к периодическому замедлению скорости перемотки. В этом случае она занимает намного больше паспортных 75 секунд.
5. ↑  Подобные низкодобротные резонансные выбросы и провалы АЧХ (англ. headbump) катушечных магнитофонов возникают, когда длина волны записанного на ленту сигнала приближается к физической длине магнитопроводов головки (измеренной вдоль направления протяжки ленты). При скорости ленты 76,2 см/c этот эффект наиболее заметен на частотах порядка 80…120 Гц, при скорости ленты 38,1 см/c — на частотах порядка 40…60 Гц. В кассетных магнитофонах он наблюдается редко, так как расчётные частоты резонансов обычно лежат ниже нижней границы воспроизводимых частот[74][75][76].

### Независимые обзоры
- Feld, Wolfgang. Alle mal herhören. Vergleichsest: acht Rekorder von 2000 bis 4500 Mark // Audio (Germany). — 1985. — № Juni.
- Feldman, Len. The Revox B215 — An Elegant Cassette Deck From Swiss Craftsmen // Modern Electronics. — 1986. — № June. — P. 14—18, 100.
- Roberson, Howard. Revox B215 Cassette Deck // Audio (USA). — 1985. — № July. — P. 44—52. Полный обзор, с поправками на изменения цен, также воспроизводился в ежегодных сборниках The Best of Audio:
  - Roberson, Howard. Revox B215 Cassette Deck // The Best of Audio Volume I. — 1986. — № I. — P. 86—91.
  - Roberson, Howard. Revox B215 Cassette Deck // The Best of Audio Volume IV. — 1989. — № IV. — P. 126—131.
- Stark, Craig. Revox B215 Cassette Deck // Stereo Review. — 1986. — № August. — P. 40—44.
- Stark, Craig. 5 Top Tape Decks // Stereo Review. — 1988. — № March. — P. 52—58.

### Публикации производителя
- Ludwig, Marino. B215, the new Revox cassete tape recorder. Intelligent precision // Swiss Sound. — 1985. — Апрель (№ 11). — P. 8—9.
- Liebert, Meinrad. Revox B215 automatic calibration. The perfect compromise // Swiss Sound. — 1987. — Апрель (№ 19). — P. 4—6.
- Studer Revox Technical Documentation. Revox B215 Bedienungsanleitung / Operating Instructions / Moder d'emploi. — Regensdorf, Zurich: Willy Studer AG, 1985. — 18 p.
- Studer Revox Technical Documentation. Revox B215 Serviceanleitung / Service Instructions / Instructions de service. — Regensdorf, Zurich: Willy Studer AG, 1985. — 82 p.
- Studer Revox Technical Documentation. Studer A721 Bedienuings- und Serviceanleitung / Operating and Service Instructions. — Regensdorf, Zurich: Willy Studer AG, 1986. — 137 p.